# Florian Riedel
Florian Riedel (Werdau, 9 april 1990) is een Duits profvoetballer die als verdediger speelt.

## Carrière
| Seizoen | Club                | Land      | Competitie           | Wed. | Goals |
| ------- | ------------------- | --------- | -------------------- | ---- | ----- |
| 2008/09 | Hertha BSC II       | Duitsland | Regionalliga Nord    | 20   | 2     |
| 2009/10 | Hertha BSC II       | Duitsland | Regionalliga Nord    | 22   | 1     |
| 2010/11 | AGOVV Apeldoorn     | Nederland | Eerste divisie       | 25   | 0     |
| 2011/12 | VFL Osnabrück       | Duitsland | 3.Liga               | 21   | 0     |
| 2012/13 | 1.FC Kaiserslautern | Duitsland | 2.Bundesliga         | 11   | 1     |
| 2013/14 | 1.FC Kaiserslautern | Duitsland | 2.Bundesliga         | 2    | 0     |
| 2014/15 | 1.FC Kaiserslautern | Duitsland | 2.Bundesliga         | 0    | 0     |
| 2015/16 | SV Eintracht Trier  | Duitsland | Regionalliga Südwest | 14   | 0     |
| 2016/17 | SV Eintracht Trier  | Duitsland | Regionalliga Südwest | 30   | 0     |
| 2017/18 | Viktoria Berlin     | Duitsland | Regionalliga Nordost | 32   | 1     |
| 2018/19 | VfB Lübeck          | Duitsland | Regionalliga Nord    | 33   | 1     |
| 2019/20 | VfB Lübeck          | Duitsland | Regionalliga Nord    | 22   | 3     |
| 2020/21 | VfB Lübeck          | Duitsland | 3.Liga               | 21   | 0     |
| 2021/22 | TSV Havelse         | Duitsland | 3.Liga               | 16   | 0     |
| Totaal  | Totaal              | Totaal    | Totaal               | 269  | 9     |